# Stratego (gioco da tavolo)
Stratego è un gioco da tavolo strategico per due giocatori, inventato in Francia all'inizio del XX secolo. Il gioco simula una battaglia tra due fazioni opposte. Esso è diffuso in tutto il mondo, ed è particolarmente popolare in Belgio, Paesi Bassi e Germania, dove si tengono annualmente competizioni sia nazionali che internazionali. Inoltre, è possibile anche partecipare al gioco su Internet.

## Componenti
L'equipaggiamento del gioco consiste in:
- un tabellone suddiviso in 10x10 caselle, solitamente riporta anche i ranghi dei pezzi relazionati alle rispettive figure;
- 40 pedine per ogni giocatore (rispettivamente rosse e blu). Ogni pedina ha un rango che può essere espresso con un numero (o una lettera), esso è stampato solo su un lato della pedina, in modo che l'avversario non possa capire di quale pezzo si tratta;
- uno schermo che impedisce all'avversario di vedere dove vengono posizionate le pedine all'inizio della partita (presente solo in alcune versioni del gioco).

## Preparazione
Prima di giocare i due giocatori:
- tirano a sorte per il rosso, perché il rosso ha la prima mossa;
- posizionano lo schermo (se disponibile) sulle due file centrali del tabellone, fra i due avversari;
- dispongono uno schieramento segreto, cioè posizionano le loro pedine sulla loro metà del tabellone (le quattro traverse più vicine a loro), in modo che l'avversario non veda quali sono: dispongono quindi le pedine con la faccia rivolta verso di sé e la schiena all'avversario;
- rimuovono lo schermo.

## Regolamento

### Scopo del gioco
Lo scopo del gioco è quello di conquistare la bandiera del nemico prima che esso catturi la propria; oppure mettere il proprio avversario nella condizione di non poter eseguire alcuna mossa.

### Movimento
Ad ogni turno ogni giocatore ha diritto ad eseguire una sola mossa.
I pezzi si muovono di una sola casella in verticale o in orizzontale: possono indietreggiare, ma non possono mai muoversi in diagonale. Nessun pezzo può sostare sulle otto caselle di lago centrali.

### Attacco
Quando una pedina avversaria si trova adiacente ad una delle proprie pedine (davanti, di fianco o dietro), è possibile attaccarla. Quando si verifica un attacco, i ranghi dei pezzi vengono rivelati ad entrambi i giocatori e quello con il rango più basso viene eliminato definitivamente dalla plancia. Se lo scontro viene vinto dall'attaccante, esso prende il posto del pezzo sconfitto; se invece lo scontro viene vinto dal difensore esso rimane al suo posto. Se due pezzi dello stesso rango si scontrano vengono entrambi rimossi dalla plancia. L'attacco costa una mossa per colui che lo esegue.
Di seguito sono elencati tutti i pezzi dal più forte al più debole:
| Nome        | Notazione americana | Notazione europea | Quantità |
| ----------- | ------------------- | ----------------- | -------- |
| Bandiera    | (F)                 | (F)               | 1        |
| Maresciallo | 1                   | 10                | 1        |
| Generale    | 2                   | 9                 | 1        |
| Colonnello  | 3                   | 8                 | 2        |
| Comandante  | 4                   | 7                 | 3        |
| Capitano    | 5                   | 6                 | 4        |
| Tenente     | 6                   | 5                 | 4        |
| Sergente    | 7                   | 4                 | 4        |
| Artificiere | 8                   | 3                 | 5        |
| Esploratore | 9                   | 2                 | 8        |
| Spia        | 10 (S)              | 1 (S)             | 1        |
| Bomba       | (B)                 | (B)               | 6        |

### Regole speciali
Alcuni pezzi seguono delle regole speciali:
- la Bandiera: non può muovere e può essere catturata da qualsiasi pezzo avversario. Se questo avviene la partita si conclude con la vittoria del giocatore che l'ha conquistata;
- la Bomba: non può muovere, ma vince contro tutti i pezzi che l'attaccano. Dopo l'attacco il pezzo attaccante viene rimosso, ma la bomba rimane sulla plancia;
- l'Artificiere: è l'unico pezzo che, attaccando una Bomba, la rimuove definitivamente e prende il suo posto;
- l'Esploratore: può muoversi in una linea retta di quante caselle desidera, non può "saltare" i laghetti e non può superare pezzi che lo ostacolano tra alleati e avversari ma, in quest'ultimo caso, può attaccarli immediatamente. Il suo movimento è identico a quello della torre degli scacchi.
- la Spia: è in grado di sconfiggere il Maresciallo se è lei ad attaccarlo. In caso contrario, ovvero se è il Maresciallo ad attaccare la Spia, essa viene rimossa dalla plancia. La Spia perde contro tutti gli altri pezzi sia in attacco sia in difesa.

## Varianti
Vi sono numerosissime varianti del gioco, ma quelle principali sono quelle che prevedono una diminuzione dei pezzi in dotazione all'inizio della partita (per esempio 10), oppure quelle che introducono nuove figure che rendono il gioco più eccitante (l'Infiltrato, i Cannoni...).
Esistono molte altre varianti, fra cui una giocabile anche in 3 o 4 giocatori, Electronic Stratego, che utilizza un tabellone "elettronico" che segnala automaticamente quale pezzo vince in uno scontro; la più notevole innovazione strategica di questa versione è che i pezzi non vengono mai rivelati ai giocatori finché non sono eliminati dal gioco.

## Storia
I meccanismi di gioco di Stratego sono chiaramente riconducibili a quelli di giochi tradizionali della famiglia degli scacchi. L'analogia più evidente è con un antico gioco cinese noto come Don Shou Qi ("gioco del combattimento fra animali") o anche come "scacchi animali". I pezzi del Don Shou Qi rappresentano animali anziché soldati, e non sono nascosti come in Stratego; a parte questo, il meccanismo di gioco è molto simile e persino il tabellone ha caratteristiche analoghe, incluse le caselle centrali non accessibili. Ci sono comunque alcuni derivati del Don Shou Qi, come il gioco cinese moderno Lu Zhan Ju Qi, che condividono con Stratego l'elemento della segretezza dei pezzi.
Nel 1908, una signora francese di nome Hermance Edan brevettò un gioco chiamato L'attaque, che viene considerato il diretto predecessore di Stratego. La versione odierna, in cui la grafica dei pezzi è ispirata alle uniformi di epoca napoleonica, fu realizzata dalla casa editrice olandese Jumbo, e in seguito acquisita e distribuita da Milton Bradley, che la introdusse nel mercato statunitense nel 1961.

## Videogiochi
Di seguito le trasposizioni con licenza ufficiale del gioco da tavolo come videogioco.
- Stratego (1990) per molti sistemi dell'epoca
- Stratego (1998) per Windows
- Stratego: Next Edition (2008) per Nintendo DS e DSi
- Stratego online è pubblicato dal 2012 circa per browser dalla Royal Jumbo BV, detentrice del marchio sul gioco da tavolo; versioni autorizzate per iOS e Android sono edite dalla Youda Games[3]

Ne esistono molte altre non ufficiali. Dal 2007 le intelligenze artificiali sono state fatte competere nel Computer Stratego World Championship.